# Kilianów

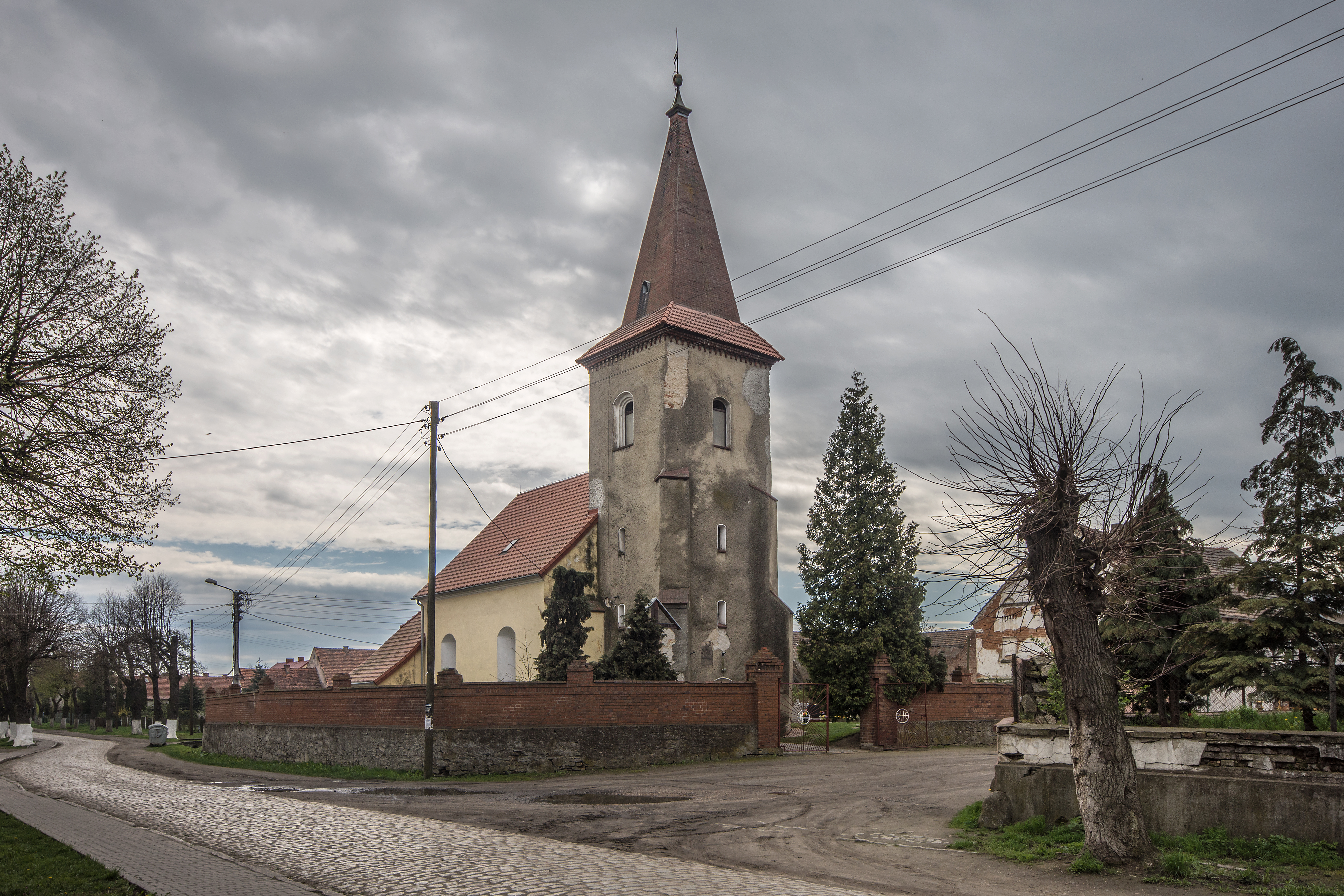
Mariä-Himmelfahrts-Kirche

Kilianów (deutsch Landau) ist ein Ort in der Stadt- und Landgemeinde Kąty Wrocławskie im Powiat Wrocławski der Woiwodschaft Niederschlesien in Polen.

## Lage
Kilianów liegt etwa zwei Kilometer südlich von Kąty Wrocławskie (Kanth), 15 Kilometer südwestlich von Breslau und 100 Kilometer östlich von Görlitz.

## Geschichte
„Kylianovo“ wurde 1259 nach Deutschem Recht ausgesetzt. Grundherr war bis zur Säkularisation 1810 das Breslauer Vinzenstift. Danach gelangte es an die Majoratsherrschaft Krieblowitz des Adelsgeschlechts Blücher. Ende des 17. Jahrhunderts gehörte ein Landgut in Landau der Familie des späteren Reichskanzlers Leo von Caprivi. Mitte des 19. Jahrhunderts gehörte es dem Gebhard Bernhard Carl Graf Blücher von Wahlstatt. 1845 zählte das Dorf 59 Häuser, eine Freischoltisei, 400 Einwohner (davon 71 evangelisch und der Rest katholisch), eine katholische Teilkirche von Polsnitz in der jeden dritten Sonntag ein Gottesdienst stattfand, eine katholische Schule mit einem Lehrer, evangelische Kirche zu Fürstenau, ein Wirtshaus, 14 Handwerker und fünf Händler. Zu dem Dorf gehörte seit 1373 der Ort „Kilgenau“, mit der Gilgenauer Mühle, einer Wassermühle mit drei Gängen an der Weistritz. Zum 1. Oktober 1932 wurde die Gemeinde Landau vom Landkreis Neumarkt in den Landkreis Breslau umgegliedert, mit dem sie bis zu seiner Auflösung 1945 verbunden blieb.
Als Folge des Zweiten Weltkriegs fiel Landau 1945 mit fast ganz Schlesien an Polen und wurde in Kilianów umbenannt. Die deutsche Bevölkerung wurde 1946/47 vertrieben. Die neu angesiedelten Bewohner waren teilweise Zwangsumgesiedelte aus Ostpolen, das an die Sowjetunion gefallen war.

## Sehenswürdigkeiten
- Römisch-katholische Kirche Mariä-Himmelfahrt[2])

## Persönlichkeiten
- Julius Leopold von Caprivi (1695–1768), Arzt und Dichter
- Gebhard Blücher von Wahlstatt (1799–1875), deutscher Politiker, Gutsbesitzer in Landau
- Gebhard Leberecht Blücher von Wahlstatt (1836–1916), deutscher Politiker, Gutsbesitzer in Landau